# Luray (Kansas)
Luray és una població dels Estats Units a l'estat de Kansas. Segons el cens del 2000 tenia 203 habitants.

## Demografia
Segons el cens del 2000, Luray tenia 203 habitants, 105 habitatges, i 57 famílies. La densitat de població era de 252,8 habitants/km².
Dels 105 habitatges en un 17,1% hi vivien nens de menys de 18 anys, en un 44,8% hi vivien parelles casades, en un 8,6% dones solteres, i en un 44,8% no eren unitats familiars. En el 42,9% dels habitatges hi vivien persones soles el 21% de les quals corresponia a persones de 65 anys o més que vivien soles. El nombre mitjà de persones vivint en cada habitatge era d'1,93 i el nombre mitjà de persones que vivien en cada família era de 2,59.
Per edats la població es repartia de la següent manera: un 16,7% tenia menys de 18 anys, un 4,9% entre 18 i 24, un 21,7% entre 25 i 44, un 25,6% de 45 a 60 i un 31% 65 anys o més.
L'edat mediana era de 51 anys. Per cada 100 dones de 18 o més anys hi havia 76 homes.
La renda mediana per habitatge era de 25.208 $ i la renda mediana per família de 32.500 $. Els homes tenien una renda mediana de 19.375 $ mentre que les dones 21.563 $. La renda per capita de la població era de 18.351 $. Entorn del 6,9% de les famílies i el 7,9% de la població estaven per davall del llindar de pobresa.

## Poblacions més properes
El següent diagrama mostra les poblacions més properes.